# Universidad Nacional de Misiones

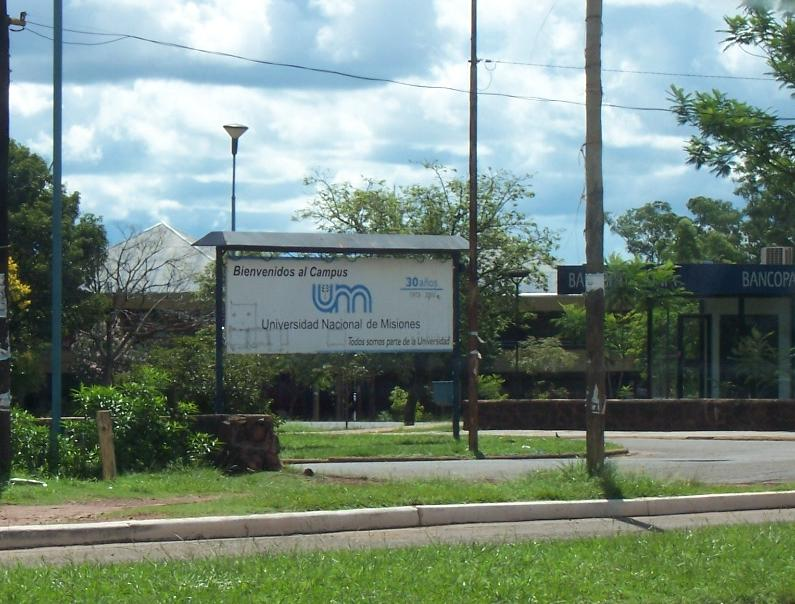

Die Universidad Nacional de Misiones (deutsch: Nationale Universität Misiones), kurz UNaM, ist eine 1973 gegründete, öffentliche argentinische Universität.
Die Gründung erfolgte aufgrund eines Erlasses vom 16. April 1973 im Rahmen des Plan Taquini, einem Programm zur Reorganisation des argentinischen Hochschulwesens.
Benannt ist die Hochschule nach der Provinz Misiones, in der die Stadt Posadas liegt, in der sich der Sitz der Universität befindet. Weitere Fakultäten der Universität befinden sich in Eldorado und Oberá.

## Fakultäten
- Kunst (Oberá)
- Ingenieurwissenschaft (Oberá)
- Wirtschaftswissenschaften (Posadas)
- Naturwissenschaften (Posadas)
- Geistes- und Sozialwissenschaften (Posadas)
- Forstwissenschaft (Eldorado)